# Тартиль
Тарти́ль (араб. الترتیل‎ —  песнопение‎) — особый стиль рецитации Корана, отличающийся размеренностью и мелодичностью, ясным и правильным произнесением всех харфов, отсутствием вычурности, чётким выдерживанием пауз, которые обозначены в тексте Корана специальными знаками.
В морфологическом отношении термин «тартил» представляет собой масдар от глагола второй породы «ратталя», который имеет следующие значения: «петь», «распевать», «читать нараспев».
В исламских источниках существует много хадисов о том, что пророк Мухаммад читал Коран именно таким способом. Есть также множество высказываний исламских богословов о том, что нужно читать Коран медленно, сопровождая корректное и размеренное чтение размышлением над смыслом аятов.

## Тартил в аятах Корана
И сказали те, которые не веруют: "Чтобы был ему ниспослан Коран за один раз!" Так это — для того, чтобы укрепить им твое сердце, и Мы читали его по порядку (раттальнаху тартилян)—  25:32

...читай Коран отчетливо (раттили-ль-Кур'ана тартилян)—  73:4

## Тартил в структуре таджвида
В рамках науки о чтении Корана (таджвид) выделяется несколько способов рецитации данной священной книги: тахкик (медленное чтение для обучающихся), хадр (спешное чтение) и тадвир (срединная манера, отличающаяся не слишком быстрым и не слишком медленным темпом). Структурно тартиль относится к первому и третьему видам чтения — тахкик и тадвир.

## Аспекты тартиля

### Тадаббур
Термином «тадаббур» в исламских науках обозначается процесс размышления над смыслами аятов Корана, включая различные их пласты, выявление которых является прерогативой таавиля. В данном случае предполагается, что конечной целью тартиля является именно понимание смыслов Корана.

### Украшение голоса
В правила тартиля входит чтение Корана красивым и мелодичным голосом. Украшение голоса по-арабски принято обозначать выражением «тахсин ас-саут». 